# سنجاب دم‌سرخ
سنجاب دم‌سرخ (نام علمی: Sciurus granatensis) نام یک گونه از سرده سنجاب است.